# Кайынды (Маканчинский район)
Кайынды (каз. Қайыңды, до 199? г. — Восток) — село в Маканчинском районе Абайской области Казахстана. Входит в состав Коктерекского сельского округа. Код КАТО — 636461200.

## Население
В 1999 году население села составляло 618 человек (318 мужчин и 300 женщин). По данным переписи 2009 года, в селе проживали 534 человека (266 мужчин и 268 женщин).